# James Iha
 Der er for få eller ingen kildehenvisninger i denne artikel, hvilket er et problem. Du kan hjælpe ved at angive troværdige kilder til de påstande, som fremføres i artiklen.

James Yoshinobu Iha (født 26. marts 1968 i Chicago) er en amerikansk sanger, sangskriver og guitarist, der var med til at danne det amerikanske rockband Smashing Pumpkins i 1988 sammen med Billy Corgan. Efter bandets opløsning i 2000 har han spillet guitar i bl.a. Tinted Windows og A Perfect Circle. 
James Iha voksede op i Chicago, USA og dannede i 1988 Smashing Pumpkins med Billy Corgan. Smashing Pumpkins slog igennem med deres andet album Siamese Dream i 1993, og succesen blev fulgt op af dobbeltalbummet Mellon Collie and the Infinite Sadness i 1995, og det cementerede bandet som ét af 1990'ernes bedste og mest populære alternative grupper. Kort inden udgivelsen af bandets fjerde album, Adore, udgav Iha sit første soloalbum, Let It Come Down, i starten af 1998, men singlen "Be Strong Now" opnåede kun middelmådig succes. 
I 2000 blev Smashing Pumpkins opløst, og efter en masse mindre projekter blev James Iha medlem af supergruppen A Perfect Circle i 2003. Efter at have medvirket på albummet eMOTIVe i 2004, forlod Iha bandet samme år. I 2006 blev Smashing Pumpkins gendannet, men Iha ønskede ikke at være en del af genforeningen. I 2009 udgav Ihas nye band, Tinted Windows, sit debutalbum, og i 2010 vendte Iha tilbage som guitarist i A Perfect Circle.  
I marts 2012 udgav James Iha sit længe ventede andet soloalbum, Look to the Sky, der er hans første solomateriale siden sangen "Never Ever" fra 2001 og hans første soloalbum i 14 år.

## Vigtige udgivelser
Smashing Pumpkins (1988-2000)
- Gish (1991)
- Siamese Dream (1993)
- Mellon Collie and the Infinite Sadness (1995)
- Adore (1998)
- Machina/the Machines of God (2000)

Solo
- Let It Come Down (1998)
- Look to the Sky (2012)

A Perfect Circle (2003-2004, 2010-)
- eMOTIVe (2004)

Tinted Windows
- Tinted Windows (2009)

## Smashing Pumpkins (James Iha-sange)
Selvom Billy Corgan skrev stort set alle sangene i Smashing Pumpkins, så har James Iha i tidens løb også haft et par enkelte sange med på bandets udgivelser. 
- "Blew Away" (fra Pisces Iscariot)
- "Take Me Down" (fra Mellon Collie and the Infinite Sadness)
- "...Said Sadly" (duet med Nina Gordon) (fra The Aeroplane Flies High)
- "Believe" (fra The Aeroplane Flies High)
- "The Boy" (fra The Aeroplane Flies High)
- "The Bells" (fra The Aeroplane Flies High)
- "Summer" (fra singlen Perfect)
- "Go" (fra MACHINA II/Friends and Enemies of Modern Music)

Derudover skrev de to sangskrivere nogle enkelte sange sammen, heriblandt "I Am One", "Soma" og "Mayonaise". Selv om Iha ofte bliver nævnt som manden bag "Mayonaise", fortæller Billy Corgan, at Iha kun skrev melodien til introen til sangen på dvd'en If All Goes Wrong. Til trods for at James Iha stort set ikke har nævnt Smashing Pumpkins siden opløsningen i 2000, spillede han "Mayonaise" live på en soloturné i 2012. Iha sang også nogle coversange, heriblandt The Cures "A Night Like This" og Syd Barretts "Terrapin". 